# Warren Kaeding
Pour les articles homonymes, voir Kaeding.
Warren Kaeding est un homme politique provincial canadien de la Saskatchewan. Il représente la circonscription de Melville-Saltcoats à titre de député du Parti saskatchewanais depuis 2016.

## Biographie
Étudiant diplômé en Science de l'Agriculture de l'Université de la Saskatchewan au College of Agriculture and Bioressources en 1985. De 1986 à 2011, il opère et est propriétaire de Wagon Wheel Seed Corp..
Élu en 2016, il sert comme secrétaire parlementaire du ministre de l'Agriculture, ainsi que secrétaire législatif du ministre responsable de SaskTel.
Il entre au cabinet du tout nouveau premier ministre Scott Moe à titre de ministre des Relations avec les Premières Nations, les Métis et les Affaires du Nord en février 2018.